# Ampelocissus tomentosa
Ampelocissus tomentosa là một loài thực vật hai lá mầm trong họ Nho. Loài này được (B.Heyne & Roth) Planch. miêu tả khoa học đầu tiên năm 1884.